# Мирикенд (Ходжавендский район)
Мирикенд (азерб. Mirikənd), до 1992 года — Мирушен (азерб. Miruşen), ранее — Мирикенд (азерб. Mirikənd), ещё ранее — Такыр (азерб. Takır) — село в Ходжавендском районе Азербайджана, является центром Мирикендского сельского административно-территориального округа.

## Этимология
Название села могло указываться в документах как Мирикенд, Мурикенд, Мюрикенд, Мерекенд, Мюришен, Муришен, Миришен, Мерешен.
Согласно Энциклопедическому словарю топонимов Азербайджана, древнее название этой местности было Такыр (азерб. Takır). Согласно этому словарю, после оккупации региона Российской империей, в 19 веке в этой местности поселились армяне. Согласно словарю, село некоторое время называлось Мирикенд, однако затем ойконим стал называться на армянский лад Мирушен. Решением Милли Меджлиса Азербайджанской Республики от 29 декабря 1992 года № 428 село Мирушен Ходжавендского района было переименовано в село Мирикенд. Согласно Энциклопедическому словарю топонимов Азербайджана, ойконим Мирикенд означает «село Мири», «село относящееся к Мири».

## География
Село Мирикенд является центром Мирикендского сельского административно-территориального округа Ходжавендского района, при этом в состав этого сельского административно-территориального округа входит также и село Авдур. Село расположено у подножия Карабахского хребта, в 34 км от районного центра — города Ходжавенд и в 24 км от города Ханкенди. Имеет площадь 1066,6 га, из них 669,47 га сельскохозяйственные, 344,79 га лесные угодья. Перед селом находится гора Матег, на которой также находится святыня. Имеются месторождения полезных ископаемых исландского шпата.

## История
Владик Акопян, уроженец села, кандидат исторических наук, пришёл к выводу, что село существовало с XII—XIII веков. Свидетельством этого являются также остатки крепости Кривой курган, сохранившиеся близ Мирикенда, надгробные плиты XII—XVI веков старого кладбища. По преданию, поселение изначально располагалось в местности под названием Агваш. В конце XVII — начале XVIII века жители решили переселиться в более благоустроенное место и основали новое село недалеко от прошлого села. В старом селе Агваш сохранились следы хачкаров и стен домов.
В конце XVIII века некоторые семьи из сёл Мирикенд, Кагарци , Гадрут и Шушикенд перебрались на территорию современного Шемахинского района и основали одноимённое село Мирикенд недалеко от посёлка Мадраса.
До вхождения в состав Российское империи эта местность входила в состав Карабахского ханства.
Епископ Армянской Апостольской церкви Макар Бархударянц пишет об этом селе:
— «Жители коренные, дымов — 31, душ — 280. Священник приходит из Авдура».
В 1905-1906 годах, во время армяно-татарской резни, Мирикенд оказался на передовой. Азербайджанцы из соседних сёл Авдал и Гюлаблы напали на сёла Мирикенд и Авдур, но им удалось отразить эти атаки.
В советский период село именовалось Мирушен и являлось центром Мирушенского сельсовета Мартунинского района Нагорно-Карабахской автономной области (НКАО) Азербайджанской ССР.
В 1930 году в селе был организован колхоз. В годы расширения, в 1950-х годах, был организован совместный колхоз сёл Мюришена (ныне Мирикенд) и Авдура. В 1988 году он снова был разделён, после приватизации земли под контролем непризнанной НКР в 1998 году были созданы индивидуальные хозяйства. В разные годы колхозом Мюришен (ныне Мирикенд) руководили Аршак Акопян, Шаген Арутюнян, Погос Петросян, Вардан Товмасян, Аваг Авагян, Рштун Аракелян, Славик Погосян, Рубен Григорян, Гриша Межлумян, Борик Межлумян.
В Великой Отечественной войне приняли участие 156 уроженцев села 82 из них погибло. В их память в селе установлен памятник.
2 сентября 1991 года на совместной сессии Нагорно-Карабахского областного и Шаумяновского районного Советов народных депутатов была принята Декларация о провозглашении Нагорно-Карабахской Республики в границах Нагорно-Карабахской автономной области (НКАО) и сопредельного Шаумяновского района Азербайджанской ССР.
26 ноября 1991 года Верховный Совет Азербайджанский Республики принял Закон "Об упразднении Нагорно-Карабахской автономной области Азербайджанской Республики". В этом Законе было постановлено помимо упразднения Нагорно-Карабахской Автономной Области (НКАО), в том числе также и переименование Мартунинского района в Ходжаведский и включение района в число районов республиканского подчинения. Затем, решением Милли Меджлиса Азербайджанской Республики от 29 декабря 1992 года № 428 село Мирушен было переименовано в Мирикенд. В настоящее время это село Мирикенд является центром Мирикендского сельского административно-территориального округа Ходжавендского района Азербайджана.
В результате Карабахского конфликта, село в начале 90-х годов ХХ-ого века попало под контроль непризнанной Нагорно-Карабахской Республики (НКР). Согласно административно-территориальному делению непризнанной республики село находилось в составе Мартунинского района НКР и называлось Мюришен (арм. Մյուրիշեն). Во время Первой Карабахской войны из села участвовало 40 человек, из них 6 убиты.
Согласно Трёхстороннему Заявлению в ночь с 9 по 10 ноября 2020 года, подписанному по итогам Второй карабахской войны, село перешло под контроль Российских миротворческих сил.
В результате боевых действий произведённых Вооружёнными Силами Азербайджана в Карабахе 19-20 сентября 2023 года, село было возвращено под контроль Азербайджана.

## Образование
В 1873 году в селе открылась церковно-приходская школа. Учителем был Аршак Тер-Айрапетян. Школа была закрыта в 1896 году и вновь открыта в сентябре 1906 года. Учителями школы были Левон Закарян и Аветис Гаспарян. Школа содержалась за счёт проживавших в Баку сельчан и отчасти учащихся.
В 1928 году в селе открылась начальная школа. В 1936—1937 учебном году она получила статус семилетней школы, а с 1964—1965 учебного года - восьмилетней школы. В 1947—1948 учебных годах в школе обучалось 132 ученика. В 1980-х годах в сельской школе обучалось 42 ученика, в 2015 году обучалось 12 учеников, в 2018—2019 учебных годах — 15 учеников.

## Памятники истории и культуры
Объекты исторического наследия в селе и вокруг него включают кладбище XV—XVII веков, Кривой Курган X-XII веков, церковь Сурб Аствацацин (арм. Սուրբ Աստվածածին, букв. «Святая Богородица») построенную в 1869 году, и водяную мельница XIX века.
По состоянию на 2015 год в селе действовали здание считавшееся властями непризнанной НКР муниципальной, дом культуры и медпункт.

## Население
По состоянию на 1989 год большинство население села были армяне. В селе проживало 200 жителей в 2005 году и 160 жителей в 2015 году, имелось 39 фермерских хозяйств.
| Год       | 2005 | 2008 | 2009 | 2010 | 2015 |
| --------- | ---- | ---- | ---- | ---- | ---- |
| Население | 200  | 188  | 179  | 155  | 160  |

## Известные люди
- Аркадий Александрович Закарян (18 декабря 1955, Муришен (ныне Мирикенд), Мартунинский района НКАО Азербайджанской ССР —  17  мая 1994, Юсифджанлы, Агдамский район Азербаджана) — посмертно награждён орденом «Боевой Крест» непризнанной НКР 2-й степени.

Из этого села также происходит Арсен Аваков - министр внутренних дел Украины.